# A42 road
Die A42 road (englisch für A42 Straße) ist eine 24 Kilometer lange, durchgehend als Primary route ausgewiesene Straße, die bei Appleby Magna die aus dem Raum Birmingham kommende M42 motorway nach Nordosten bis zum Anschluss junction 23A des M1 motorway bei Kegworth fortsetzt. Die Straße ist autobahnähnlich ausgebaut, hat aber nicht die Verkehrsbeschränkungen einer Autobahn. Die Zählung der Anschlüsse setzt die der M42 fort. Gekreuzt werden die A444 road beim Anschluss 11 und die A511 road beim Anschluss 13.